# Superman Returns (soundtrack)
Superman Returns is de originele soundtrack van John Ottman voor de film Superman Returns uit 2006, geregisseerd door Bryan Singer. Het album werd uitgebracht op 27 juni 2006 door Rhino Records.

## Achtergrond
De muziek is gecomponeerd door John Ottman, met muziek van John Williams, met name "Superman March" uit de film Superman uit 1978. De partituur werd uitgevoerd door het Hollywood Studio Symphony onder leiding van Damon Intrabartolo. De muziek werd opgenomen in de Eastwood Scoring Stage van Warner Bros. Studios, Burbank.
Regisseur Bryan Singer wilde oorspronkelijk dat John Williams de filmmuziek zou componeren, maar Williams weigerde omdat hij destijds bezig was met Star Wars: Episode III: Revenge of the Sith. Hij had om dezelfde reden ook een aanbod afgewezen om de muziek voor Superman II: The Richard Donner Cut te componeren.

## Tracklijst
| 1.                 | Main Titles                       | 3:49 |
| 2.                 | Memories                          | 3:07 |
| 3.                 | Rough Flight                      | 5:13 |
| 4.                 | Little Secrets / Power of the Sun | 2:49 |
| 5.                 | Bank Job                          | 2:21 |
| 6.                 | How Could You Leave Us?           | 5:49 |
| 7.                 | Tell Me Everything                | 3:13 |
| 8.                 | You're Not One of Them            | 2:22 |
| 9.                 | Not Like the Train Set            | 5:12 |
| 10.                | So Long Superman                  | 5:31 |
| 11.                | The People You Care For           | 3:27 |
| 12.                | I Wanted You to Know              | 2:56 |
| 13.                | Saving the World                  | 3:12 |
| 14.                | In the Hands of Mortals           | 2:11 |
| 15.                | Reprise / Fly Away                | 4:15 |
| Totale duur: 55:27 |                                   |      |

De nummers verschijnen niet in de volgorde waarin ze in de film voorkomen, maar in een volgorde die Ottman voor luisterdoeleinden heeft gekozen. Luisteraars die de nummers in partituurvolgorde willen horen, kunnen het album als volgt programmeren: 1, 7, 2, 3, 8, 5, 4 (tot 1:02), 6, 9, 10, 11, 4 (vanaf 1:02), 13, 14, 12, 15.

## Gelimiteerde editie
In 2013 bracht La-La Land Records een gelimiteerde editie van de soundtrack uit met de complete soundtrack van Superman Returns, bestaande uit twee discs. Dit album is een eerbetoon aan de 75e verjaardag van Superman.
| 1.                 | As Time Goes By§* / The Planet Krypton§*                                                     | 1:22 |
| 2.                 | Main Titles§**                                                                               | 2:44 |
| 3.                 | Dying Wish*                                                                                  | 2:41 |
| 4.                 | Homecoming* / Tell Me Everything§** / Stars in the Sky*                                      | 5:52 |
| 5.                 | Memories§**†                                                                                 | 3:15 |
| 6.                 | Put Here for a Reason§†* / The World Keeps Spinning†* / Closet Case* / Daily Planet*         | 2:22 |
| 7.                 | Things Have Changed§* / Chip Off the Old Block†*                                             | 1:41 |
| 8.                 | Genesis Project* / Like Sea Monkeys*                                                         | 1:42 |
| 9.                 | A Drop in the Bucket* / Is It Rite?*                                                         | 3:09 |
| 10.                | Boosters Non-Responsive* / Rough Flight§** / Home Run§*                                      | 6:54 |
| 11.                | He's Back!*                                                                                  | 1:37 |
| 12.                | Superman Scoop* / Eavesdropping*                                                             | 1:19 |
| 13.                | To Lois' House** / You're Not One of Them**                                                  | 2:52 |
| 14.                | Bank Job§**                                                                                  | 3:23 |
| 15.                | Kitty Decoy§**                                                                               | 3:38 |
| 16.                | Supermania§*                                                                                 | 1:07 |
| 17.                | Kryptonite*                                                                                  | 0:34 |
| 18.                | Little Secrets§                                                                              | 1:06 |
| 19.                | How Could You Leave Us?§**                                                                   | 7:05 |
| 20.                | They're Gone* / Bad Idea* / They Make Great Chandeliers* / Beach Front Property* / Lineage?* | 3:35 |
| 21.                | Not Like the Train Set**                                                                     | 5:48 |
| 22.                | We Have to Go* / Who to Save?§*                                                              | 3:00 |
| Totale duur: 66:46 |                                                                                              |      |

| 1.                 | Metropolis Mayhem§**                                  | 4:03 |
| 2.                 | Out to Sea§**                                         | 2:44 |
| 3.                 | So Long Superman§**                                   | 7:12 |
| 4.                 | Saving Superman** / Power of the Sun§                 | 5:29 |
| 5.                 | Saving the World§**                                   | 6:22 |
| 6.                 | In the Hands of Mortals**                             | 1:16 |
| 7.                 | Family Unit* / I Wanted You to Know**                 | 5:15 |
| 8.                 | Lex's Paradise* / Change of Heart** / Parting Words§* | 4:55 |
| 9.                 | Reprise§ / Fly Away**§                                | 4:15 |
| 10.                | End Titles§**                                         | 3:55 |
| 11.                | Return to Krypton§* (synth mockup)                    | 5:05 |
| 12.                | Prelude§* / Main Titles§* (original extended version) | 4:01 |
| 13.                | Daily Planet* (alternate)                             | 0:21 |
| 14.                | GDIATFH Medley* (source)                              | 0:44 |
| 15.                | Heart and Soul* (source)                              | 0:39 |
| Totale duur: 59:27 |                                                       |      |

§ Bevat Superman-thema's gecomponeerd en gedirigeerd door John Williams
* Eerder niet uitgebracht
** Bevat eerder niet uitgebracht materiaal
† Bevat materiaal dat niet in de film is gebruikt